# Конгрегація надзвичайних церковних справ
Конгрегація надзвичайних церковних справ, Секція відносин з іншими державами Святого Престолу (лат. Congregatio pro negotiis ecclesiasticis extraordinariis) — орган в межах Римської курії, відповідальний за вирішення питань, що стосуються відносин з цивільними урядами. Входить до складу Державного секретаріату Ватикану з 1909 року.

## Історія
Походить цей орган від часу діяльності Congregatio super negotiis ecclesiasticis extraordinariis Regni Galliarum (Конгрегація з надзвичайних церковних справ Французького королівства), яку Папа Пій VI створив 28 травня 1793 р. для вирішення проблем, що виникають у Церкви після подій французької революції. Після падіння Наполеона Папа Пій VII надав цьому органу компетенцію для ведення переговорів з усіма урядами з церковних питань, що перейменував у Congregatio extraordinaria praeposita negotiis ecclesiasticis orbis catholici (надзвичайна конгрегація, що відповідає за церковні справи католицького світу). За часів Папи Римського Лева XIII назва органу була скорочена до Congregatio pro negotiis ecclesiasticis extraordinariis (Конгрегація з надзвичайних церковних справ), що залишилася після того, як Папа Пій X у 1909 р. ввів її до складу Державного секретаріату.
Що було внесене до Кодексу канонічного права 1917 р., де описувався Державний секретаріат з трьома секціями, першою з яких була ця конгрегація. Канцелярія Державного секретаріату, яку очолює Державний секретар з числа кардиналів, складається з трьох секцій:
1. Перша секція, очолювана секретарем Конгрегації з надзвичайних церковних справ, займається питаннями, які повинні бути передані їй відповідно до канону № 255, залишаючи інші питання конкретним Конгрегаціям відповідно до їх різного характеру;
2. Друга секція, яку очолює заступник (заступник Державного секретаря), займається звичайними справами;
3. Третя секція, яку очолює канцлер Апостольських записів, займається відправленням записок.
У своєму каноні № 255 цей Кодекс визначав сферу компетенції Конгрегації як зведення або поділ єпархій та призначення єпископів, де брали участь цивільні уряди у переговорах, та інші питання, які Папа може довірити Конгрегації, особливо ті справи, що пов'язані з цивільним законодавством, а також угоди та конкордати Святого Престолу з різними державами. Кардинал-державний секретар одночасно був префектом Конгрегації з надзвичайних церковних справ, а секретар був еквівалентним звичайному секретареві з питань відносин з іншими державами.
Апостольською конституцією «Regimini Ecclesiae Universae» від 15 серпня 1967 р. Папа Павло VI, дотримуючись рекомендацій Другого Ватиканського Собору, реорганізував Державний секретаріат, що вплинуло на діяльність Канцелярії Апостольських записок. Він створив Першу секцію як орган, відмінний від Державного секретаріату, хоча і тісно пов'язаний, і назвав його «Радою з громадських справ Церкви». 28 червня 1988 р. Папа Римський Іоанн Павло II видав Апостольську конституцію «Pastor Bonus», зробивши цей орган з назвою «Секція зв'язків з державами» другою з двох секцій Державного секретаріату, f перша — Секція загальних Справ.

## Компетенція
Статті № 45–47 в Pastor Bonus вказують на особливу задачу Секції з питань відносин з державами, щодо спілкування з главами урядів. Сфера її компетенції включає сприяння дипломатичним та іншим відносинам з державами та іншими суб'єктами міжнародного публічного права, такими як Організація Об'єднаних Націй та Європейський Союз, вирішення питань, що становлять спільний інтерес для них та для Святого Престолу за допомогою таких засобів, як конкордати та подібні угоди, поважаючи погляди зацікавлених єпископських конференцій. Вони представляють Святий Престол у міжнародних організаціях та конференціях. Якщо з урядами укладені домовленості про призначення єпископів та визначення єпархій, він здійснює необхідні заходи в консультації з Конгрегацією, яка має загальну компетенцію з таких питань у відповідній країні (як правило, мова йде про Конгрегацію єпископів).

## Склад
З самого початку цей орган був переданий під головування кардинала державного секретаря. За його розпорядженням його очолює секретар з питань відносин з державами, якому допомагає персонал, до складу якого входить заступник міністра з питань відносин з державами.
Нинішнім секретарем з питань відносин з державами є архієпископ Пол Річард Галлахер, а нинішнім заступником секретаря — монсеньйор Мирослав Станіслав Ваховський.

## Список секретарів Ради з публічних справ Церкви та секретарів з питань відносин з державами
| Перебування на посаді              | Чинний              | Примітки |
| ---------------------------------- | ------------------- | --- |
| 7 лютого 1953 – 26 червня 1967     | Антоніо Саморе      | призначений префектом Священної Конгрегації для сакраментальної дисципліни                                                                                  |
| 15 серпня 1967 – 28 квітня 1979    | Агостіно Казаролі   | призначений державним секретарем |
| 4 травня 1979 – 1 березня 1988     | Ахіле Сільвестріні  | призначений префектом Апостольської Сигнатури |
| 1 березня 1986 – 1 грудня 1990     | Анджело Содано      | призначений державним секретарем Його Святості, згодом став деканом Кардинальської колегії                                                                  |
| 1 грудня 1990 – 6 жовтня 2003      | Жан-Луї Тауран      | призначений архіваріусом Святої Римської Церкви, згодом став президентом Папської ради з питань міжрелігійного діалогу та камергером Святої Римської Церкви |
| 7 жовтня 2003 – 15 вересня 2006    | Джованні Лайоло     | призначений президентом Папської комісії для держави Ватикан                                                                                                |
| 15 вересня 2006 – 8 листопада 2014 | Домінік Мамберті    | призначений префектом Апостольської Сигнатури |
| 8 листопада 2014 –                 | Пол Річард Галлахер | чинний |

## Список підсекретарів з питань відносин з державами
| Перебування на посаді           | Діючий                        | Примітки                                                                       |
| ------------------------------- | ----------------------------- | ------------------------------------------------------------------------------ |
| 1989 – 1 грудня 1990            | Жан-Луї Тауран                | призначений секретарем відносин з державами                                    |
| 1992 – 16 грудня 1995           | Клаудіо Марія Челлі           | призначений секретарем Адміністрації спадщини Апостольського Престолу          |
| 16 грудня 1995 – 30 жовтня 2002 | Челестіно Мільоре             | призначений постійним спостерігачем Святого Престолу при ООН                   |
| 30 жовтня 2002 – 17 серпня 2009 | П'єтро Паролін                | призначений на нунція у Венесуелі, згодом став кардиналом-державним секретарем |
| 17 серпня 2009 – 22 лютого 2013 | Еторе Балестреро              | призначений на нунція у Колумбії                                               |
| 22 лютого 2013 – 3 вересня 2019 | Антуан Камільєрі              | призначений на нунція в Ефіопію                                                |
| 24 жовтня 2019 –                | Мирослав Станіслав Ваховський | чинний                                                                         |